# Nick Fairley
Pour les articles homonymes, voir Fairley.
(en) Statistiques sur pro-football-reference
Nick Fairley, né le 23 janvier 1988 à Mobile dans l'Alabama, est un joueur américain de football américain évoluant au poste de defensive tackle.

## Biographie
Étudiant à l'université d'Auburn, il joua pour les Auburn Tigers. Il a remporté le Lombardi Award en 2010.
Il est drafté en 2011 à la 2e place par les Lions de Détroit.
En mars 2015, il signe aux Rams de Saint-Louis.